# Organizzazione per un mondo solidale
L'Organizzazione per Un mondo solidale (in tedesco: Organisation für eine solidarische Welt - OEW), è la più grande organizzazione dell'Alto Adige ad occuparsi di politiche di sviluppo. Da più di vent'anni svolge azione di sostegno a negozi, gruppi, associazioni e dei suoi singoli sostenitori.
L'associazione, con sede a Bressanone, è indipendente e senza fini di lucro, e pone al centro delle sue attività la formazione e il finanziamento dei progetti.
Questi gli obiettivi principali:
- sostenere le popolazioni del sud
- realizzare progetti insieme alla popolazione del luogo
- avvicinare la gente alla pace, alla solidarietà e ai diritti umani, e dare accesso a uno sviluppo economico, sociale e culturale
- offrire la possibilità di collaborare e convivere nei progetti per il sud del mondo
- informare la popolazione locale delle ingiustizie globali per trarne delle soluzioni

## Membri
Membri possono diventare associazioni o singole persone che si occupano di sostegno allo sviluppo, commercio equo e solidale (guidato da Altromercato) o simili forme di solidarietà.
Nella loro "Casa della solidarietà" di Bressanone ospitano oltre alla sede e la biblioteca pubblica specializzata anche una scuola materna, una "casa bimbo" e una cooperativa sociale di film documentari.
La casa della solidarietà è stata guidata (fino alla fine dell'anno 2005) dal padre Comboniano Bruno Haspinger.